# 上吉田村 (埼玉県)
上吉田村（かみよしだむら）は埼玉県の西部、秩父郡に属していた村。

## 地理
- 河川：吉田川、石間川、神流川

## 歴史
- 1889年（明治22年）4月1日 町村制施行により、旧来の上吉田村、石間村、太田部村が合併し秩父郡上吉田村が成立する。
- 1956年（昭和31年）8月1日 吉田町と合併し、改めて吉田町が発足。同日上吉田村廃止。

## 関連文献
- 「太田部村」『新編武蔵風土記稿』 巻ノ261秩父郡ノ14、内務省地理局、1884年6月。NDLJP:764014/40。
- 「石間村」『新編武蔵風土記稿』 巻ノ261秩父郡ノ15、内務省地理局、1884年6月。NDLJP:764014/47。
- 「上吉田村」『新編武蔵風土記稿』 巻ノ261秩父郡ノ15、内務省地理局、1884年6月。NDLJP:764014/48。